# Yuan Hua
Yuan Hua (Liaoyang, 16 april 1974) is een Chinees judoka. 
Yuan won tijdens de Aziatische kampioenschappen judo van 1996 zowel de titel in het zwaargewicht en de open klasse. Dit toernooi werd eind november gehouden maanden na afloop van de Olympische Zomerspelen van 1996.
Yuan behaalde haar grootste succes met het winnen van olympisch gouden medaille in  2000 in Sydney. Yuan behaalde een jaar later de wereldtitel in het zwaargewicht. Yuan werd driemaal Aziatisch kampioen en won in 1998 de gouden medaille op de Aziatische Spelen.

## Resultaten
- Aziatische kampioenschappen judo 1996 in Ho Chi Minhstad  in het zwaargewicht
- Aziatische kampioenschappen judo 1996 in Ho Chi Minhstad  in de open klasse
- Wereldkampioenschappen judo 1997 in Parijs  in de open klasse
- Aziatische Spelen 1998 in Bangkok  in het zwaargewicht
- Wereldkampioenschappen judo 1999 in Birmingham  in het zwaargewicht
- Olympische Zomerspelen 2000 in Sydney  in het zwaargewicht
- Wereldkampioenschappen judo 2001 in München  in het zwaargewicht
- Aziatische kampioenschappen judo 2007 in Koeweit  in het zwaargewicht
- Aziatische kampioenschappen judo 2007 in Koeweit  in de open klasse

1992: Zhuang Xiaoyan ·
1996: Sun Fuming ·
2000: Yuan Hua ·
2004: Maki Tsukada ·
2008: Tong Wen · 
2012: Idalys Ortíz · 
2016: Émilie Andéol · 
2020: Akira Sone · 
2024: Beatriz Souza